# بسترن
بسترن (انگلیسی: Besturn) یک شرکت ساخت خودرو زیرمجموعه گروه فاو است. محصولات این شرکت با مشارکت گروه مزدا در کارخانه فاو و بر روی پلتفرم مزدا ۶ و فورد ایکس ساخته می‌شود. همچنین با مشارکت گروه هونگچی خودروهای لوکس با این نام تولید می‌شود.

## مدل‌ها
- بسترن بی۵۰
- بسترن بی ۷۰ دو
- بسترن بی ۹۰
- بسترن ایکس ۸۰
- بسترن پی
- ال ۵